# Cârșu
Cârșu – wieś w Rumunii, w okręgu Mehedinți, w gminie Bala. W 2011 roku liczyła 149 mieszkańców.